# Hydroporus crinitisternus
Hydroporus crinitisternus är en skalbaggsart som beskrevs av Shaverdo och Hans Fery 2001. Hydroporus crinitisternus ingår i släktet Hydroporus och familjen dykare. Inga underarter finns listade i Catalogue of Life.